# Metrotype B (5300-serie)
Metrotype B, ook wel type MG2/1 (Metro Geleed 2 bakken, 1 cabine) genoemd, zijn de metrostellen in de 5300-serie van de Rotterdamse metro. Van Metrotype B zijn ter vervanging van de oude 5000- en 5100-series bij Bombardier 63 exemplaren besteld. Deze zijn tussen 1998 en 2001 gebouwd en werden in twee series geleverd, met enkele kleine verschillen. De eerste levering bestond uit 42 treinstellen, genummerd 5301-5342. De tweede serie bestond uit 21 stellen, de 5343-5363. Rijtuigen uit de eerste serie waren geleverd met koersrollen, vanaf treinstel 5343 hebben nieuwe metro's aan de voor- en zijkant digitale flip-dot displays. In het begin werd de kleur blauw gebruikt in de lijnfilms als aanduiding van de Erasmuslijn, later werd dit groen. De tweede serie heeft ook een klein verschil in het interieur ten opzichte van de eerste serie. De stoelopstelling zit bij deze serie in de lengte van het gangpad vis-à-vis.
Deze serie metro's is 30,5 meter (30,65 meter (5343-5363)) lang met één geleding, maar zij hebben slechts één cabine. Aan de andere kant is ruimte voor rolstoelen en kinderwagens. Er bevindt zich hier echter ook een zogenaamde rangeerstuurstand of hulpstuurstand; voor rangeerwerkzaamheden kan het rijtuig dus ook aan deze kant bediend worden. De bestuurder moet dan echter wel staan en heeft beperkte deurbediening (beide zijden kunnen alleen tegelijk ontgrendeld worden), waardoor deze serie nooit als enkele wagen in dienst rijdt met passagiers. In het najaar van 2010 is begonnen met het plaatsen van fietsenrekken bij deze hulpstuurstand.

## Midlife-revisie
In augustus 2013 werd bekend dat treinstel 5353 als eerste uit deze serie de midlife-revisie zou ondergaan aan de Remise Kleiweg. Hiervoor ging het in september 2013 op transport van Remise 's-Gravenweg naar Remise Kleiweg. In 2016 hadden alle rijtuigen de midlife-revisie ondergaan. De metrorijtigen 5301 t/m 5342 hebben ter vervanging van de koersrollen matrix-displays van hetzelfde type als de 5500-, 5600- en 5700-series gekregen. De rijtuigen 5343 t/m 5363 hebben al vanaf de aflevering flipdot-displays. Met de komst van R-net is de kleurstelling van de gereviseerde metro's gebaseerd op de oorspronkelijke kleurstelling van het Amsterdamse LHB- en M5-materieel: zilvergrijs met rode deuren, inclusief bestickering conform de huisstijl van R-net. Bij deze serie is dit aangevuld met de RET-huisstijl waar de metrostellen uit de 5600 en 5700 serie ook mee voorzien zijn. In het najaar van 2020 en de eerste weken van 2021 werd de groene en rode striping vervangen door blauwe en rode met een nieuw ontwerp.

## Ongevallen
Ontsporing De Akkers
Op 2 november 2020 rond 0:30 uur 's nachts raakte treinstel 5351 zwaar beschadigd nadat het op het opstelterrein achter station De Akkers door een stootblok heen reed. De metro boorde zich door een stootblok en een betonnen wand, waarna rijtuig 5351 met de eerste bak over de rand van het viaduct schoof en met de kop op het kunstwerk 'Walvisstaarten' terechtkwam. Er zaten geen reizigers in de metro, en de bestuurder bleef ongedeerd.In de dagen na het ongeval werd het overhangende deel van het treinstel gesplitst van de rest van de metro, en met kranen weggetakeld en vervolgens op een dieplader geplaatst. Daarna volgde de op het viaduct gebleven tweede wagenbak op dezelfde wijze, waarna de beide delen werden overgebracht naar het emplacement Waalhaven. Later werd het rijtuig naar de werkplaats Kleiweg overgebracht, waar onderzoek naar de oorzaak van het ongeval plaatsvond. In juni 2022 is het rijtuig uiteindelijk gesloopt.
Botsing Slinge
Op 10 juni 2024 raakte metrostel 5347 zwaar beschadigd nadat deze tussen de metrostations Slinge en Rhoon in botsing kwam met een boom, die door harde wind op het spoor terecht was gekomen. De metro was onderweg van Rotterdam Centraal naar De Akkers in Spijkenisse. Metrostel 5314 raakte ook beschadigd toen deze op het spoor in de tegenovergestelde richting ook in botsing kwam met een boom. Bij dit ongeval raakte niemand gewond. De reizigers hebben na enkele uren de metro kunnen verlaten.

## Inzet
De 5300-serie wordt ingezet op lijn C en lijn D. Metro's uit de 5300-serie kunnen gecombineerd rijden met de 5400-serie, wat regelmatig gebeurt. Omdat deze rijtuigen niet over een pantograaf beschikken zijn ze niet inzetbaar op delen van de lijnen A (Capelsebrug – Binnenhof), B (Capelsebrug – De Tochten) en E (Rotterdam Melanchtonweg – Den Haag Centraal). Op lijn D kunnen maximaal 4 gekoppelde stellen rijden, wat alleen bij evenementen gebeurt. Op lijn C kunnen deze rijtuigen maximaal met drie gekoppelde stellen rijden.

## Afbeeldingen

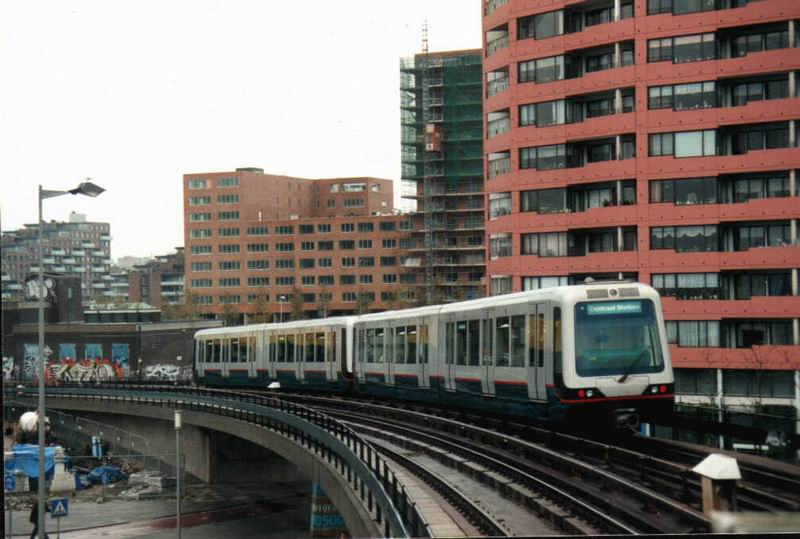
Een tweewagentrein MG2/1 rijdt vanaf station Rijnhaven richting Rotterdam Centraal.
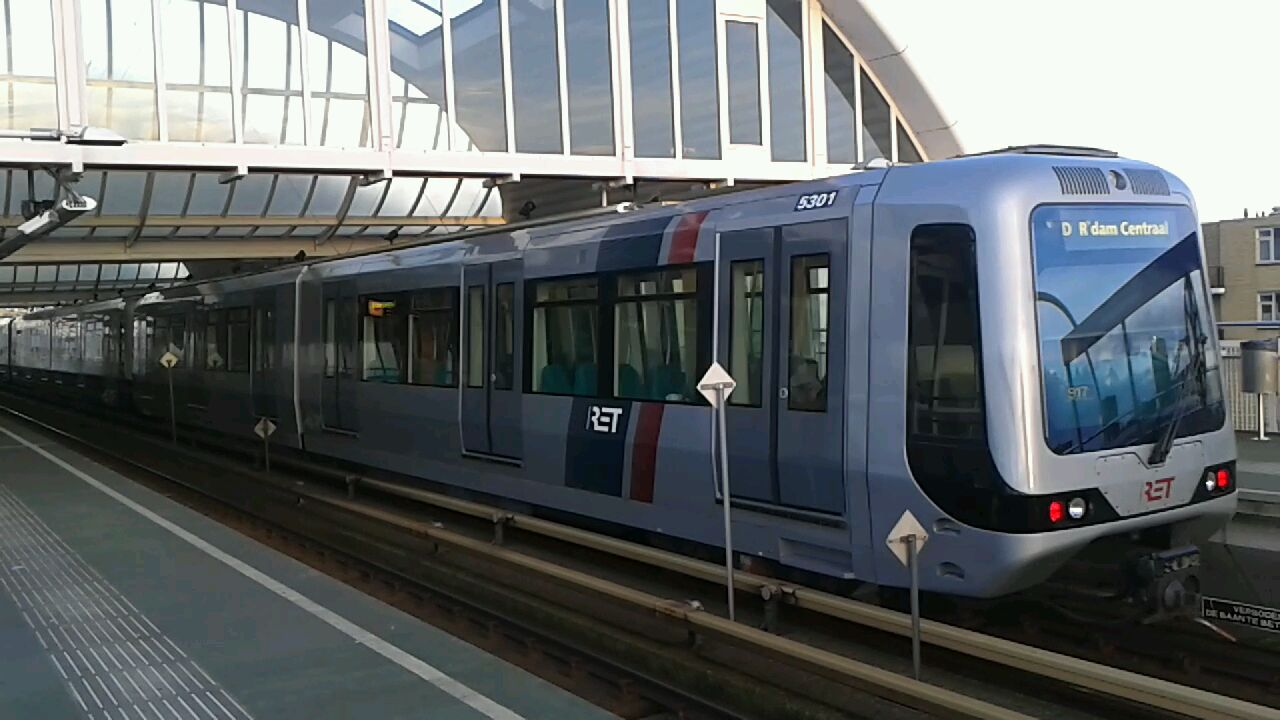
Treinstel 5301 na Mid-Life revisie te Spijkenisse Centrum (lijn D richting Rotterdam Centraal).
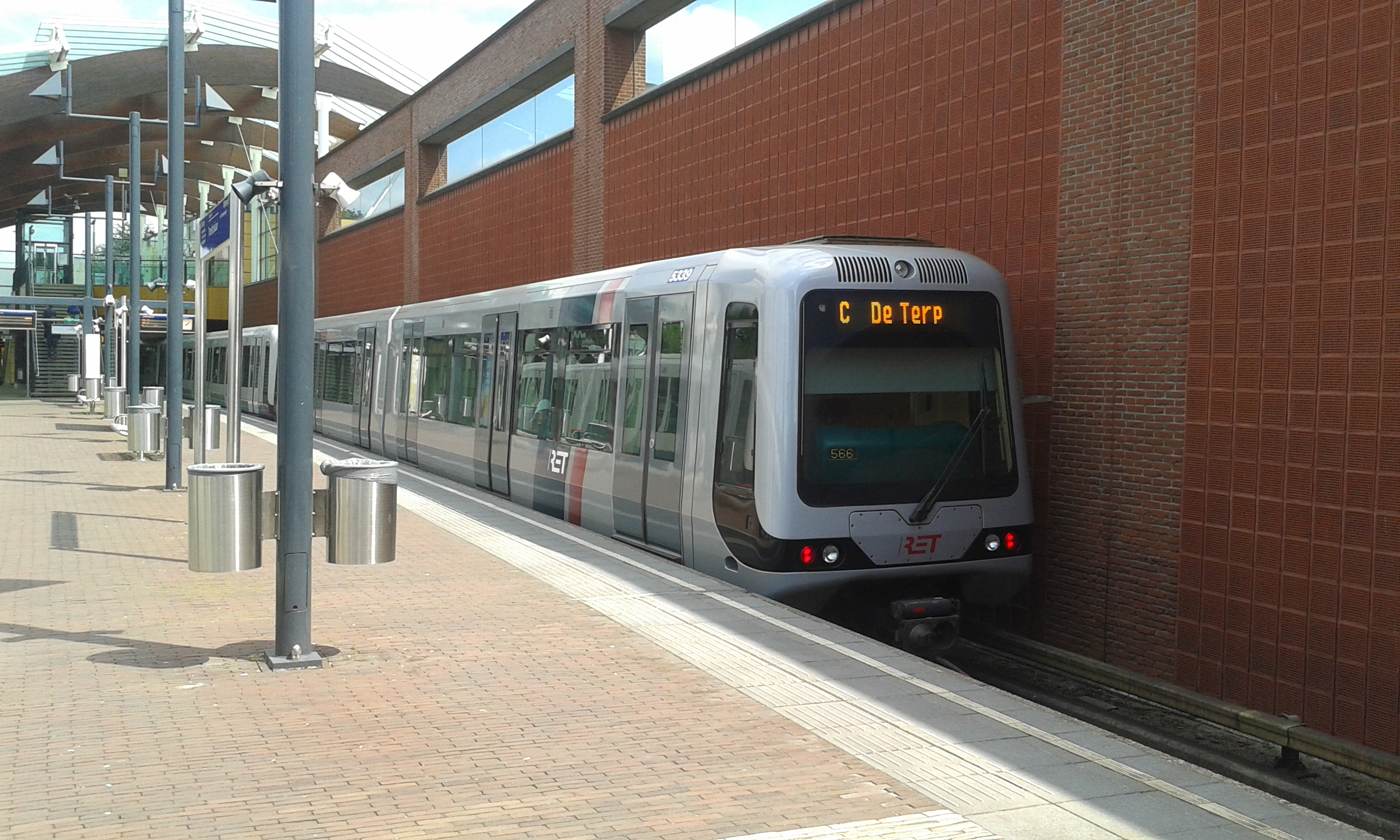
Treinstel 5339 met nieuwe bestemmingsaanduiding op station Troelstralaan.
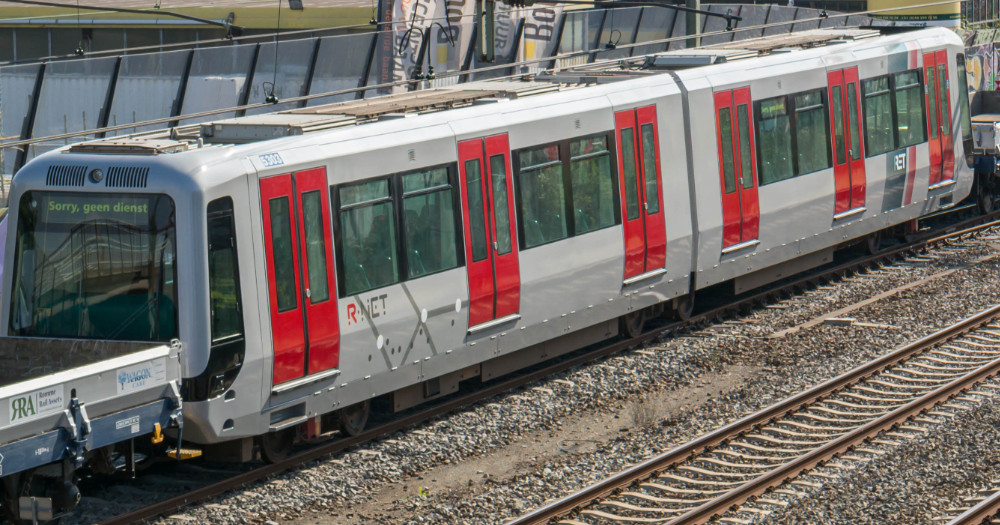
Treinstel 5303 net na revisie in R-net kleurstelling.
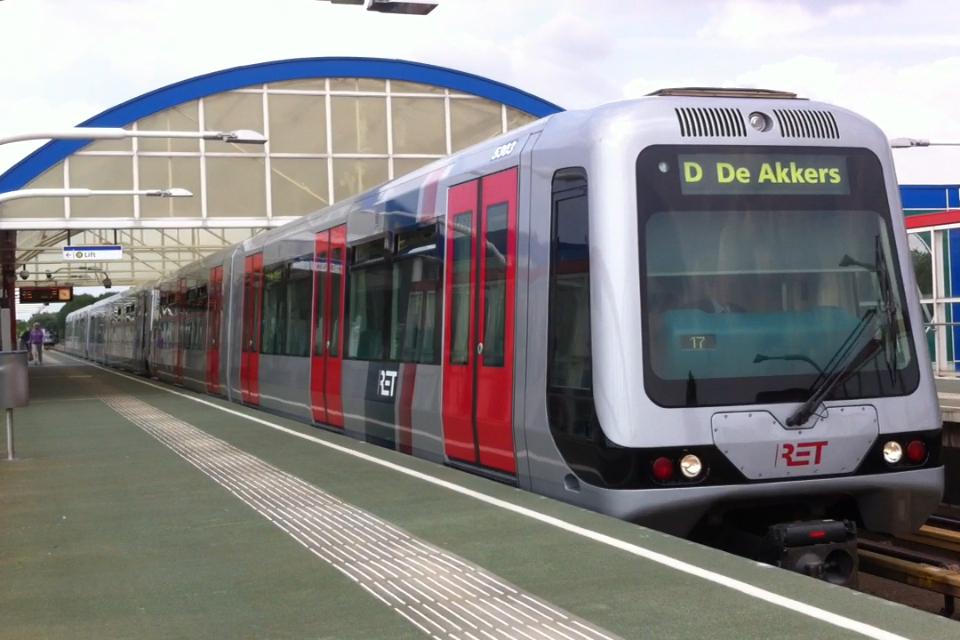
Treinstel 5303 net na revisie in R-net kleurstelling op station Heemraadlaan.
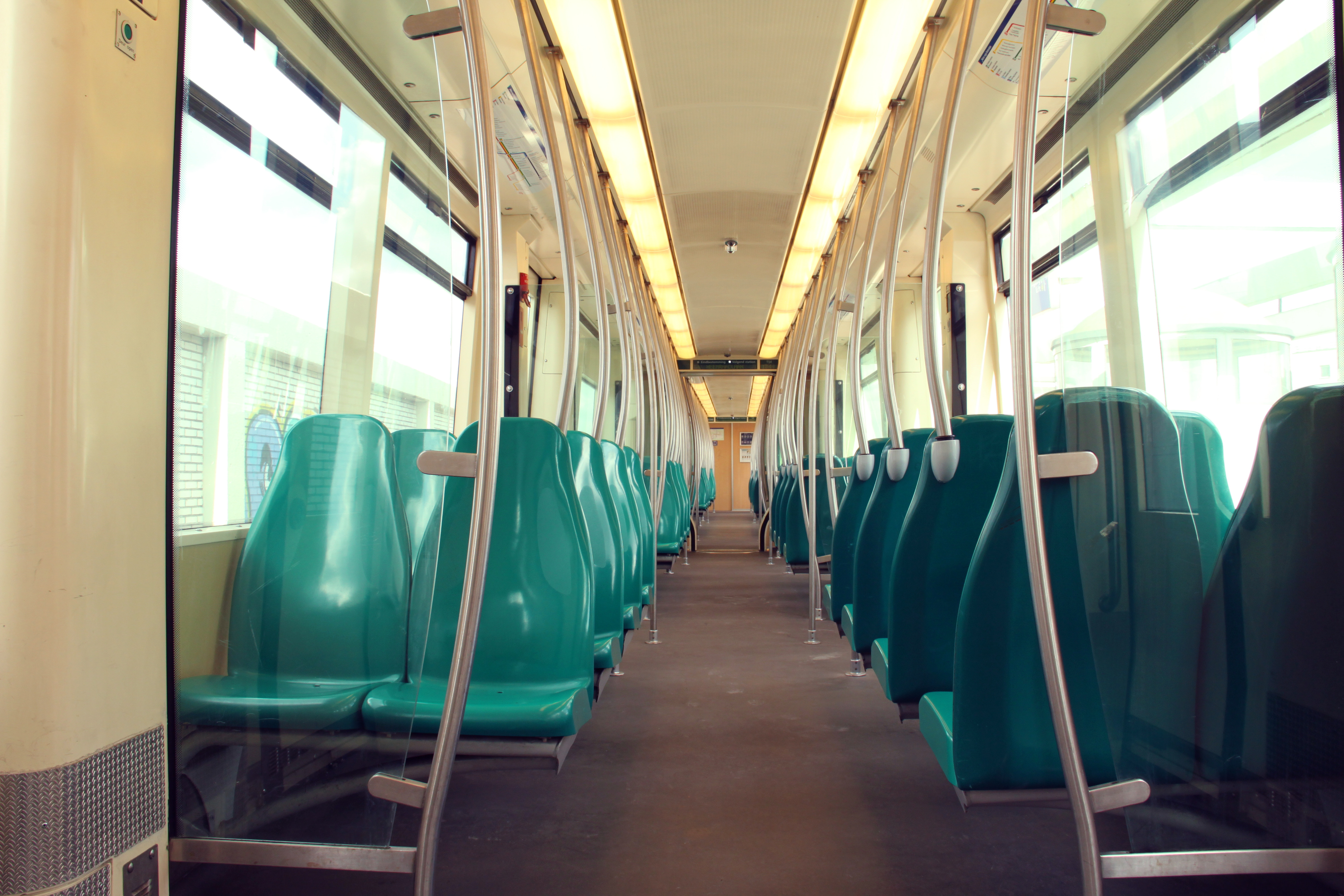
Voormalig interieur van rijtuigen 5301-5342.
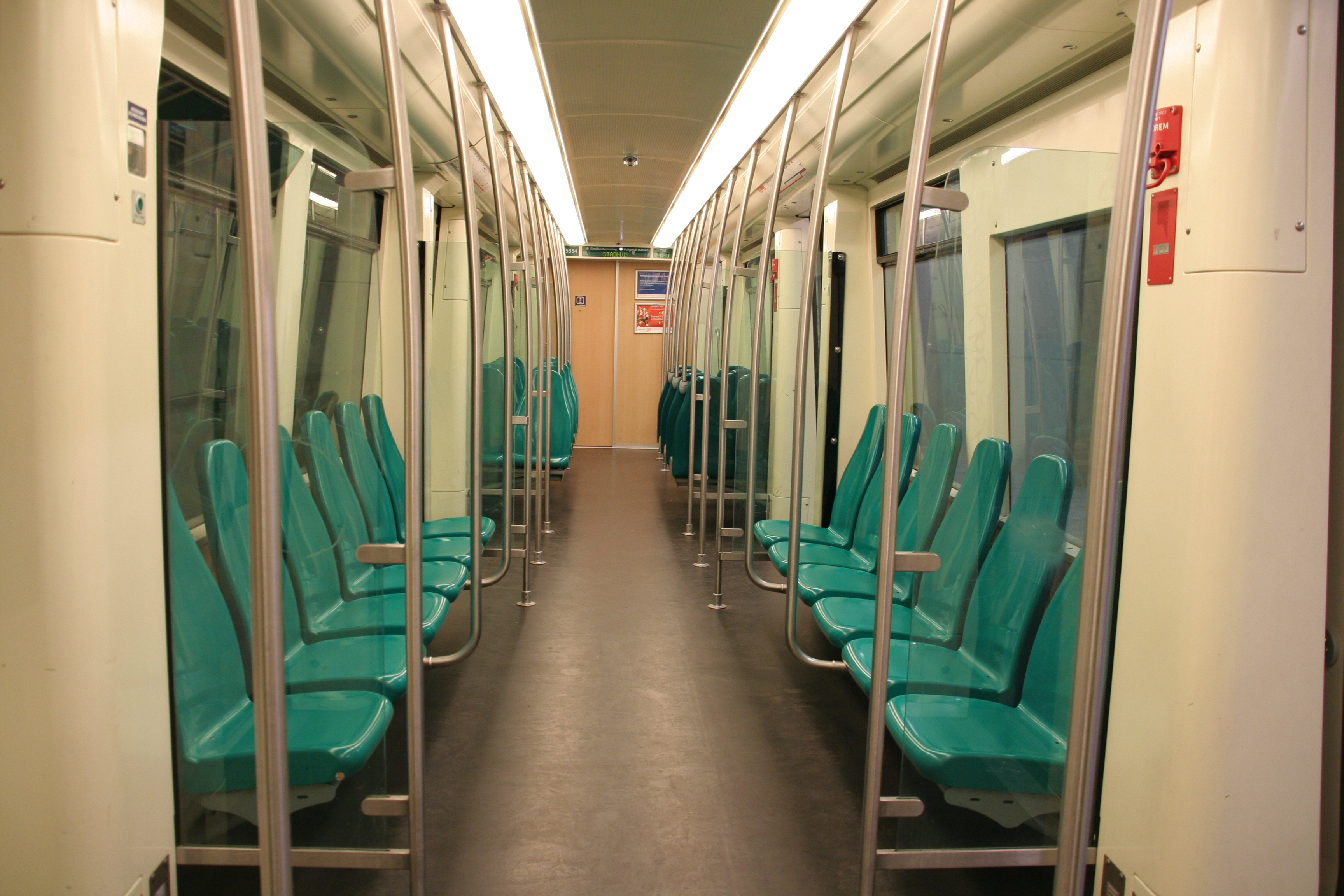
Voormalig interieur van rijtuigen 5343-5363.
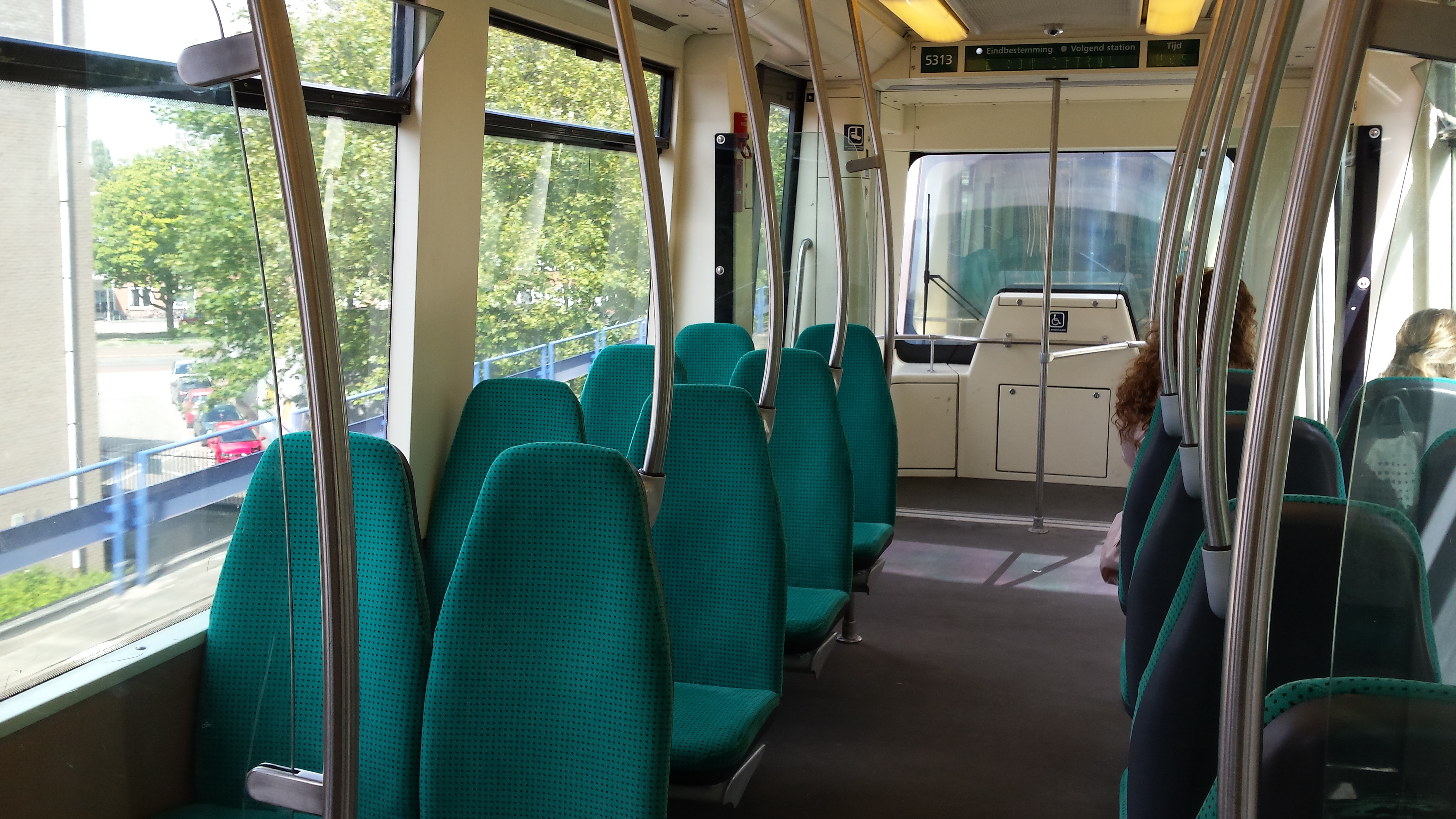
Interieur van rijtuigen 5301-5342.
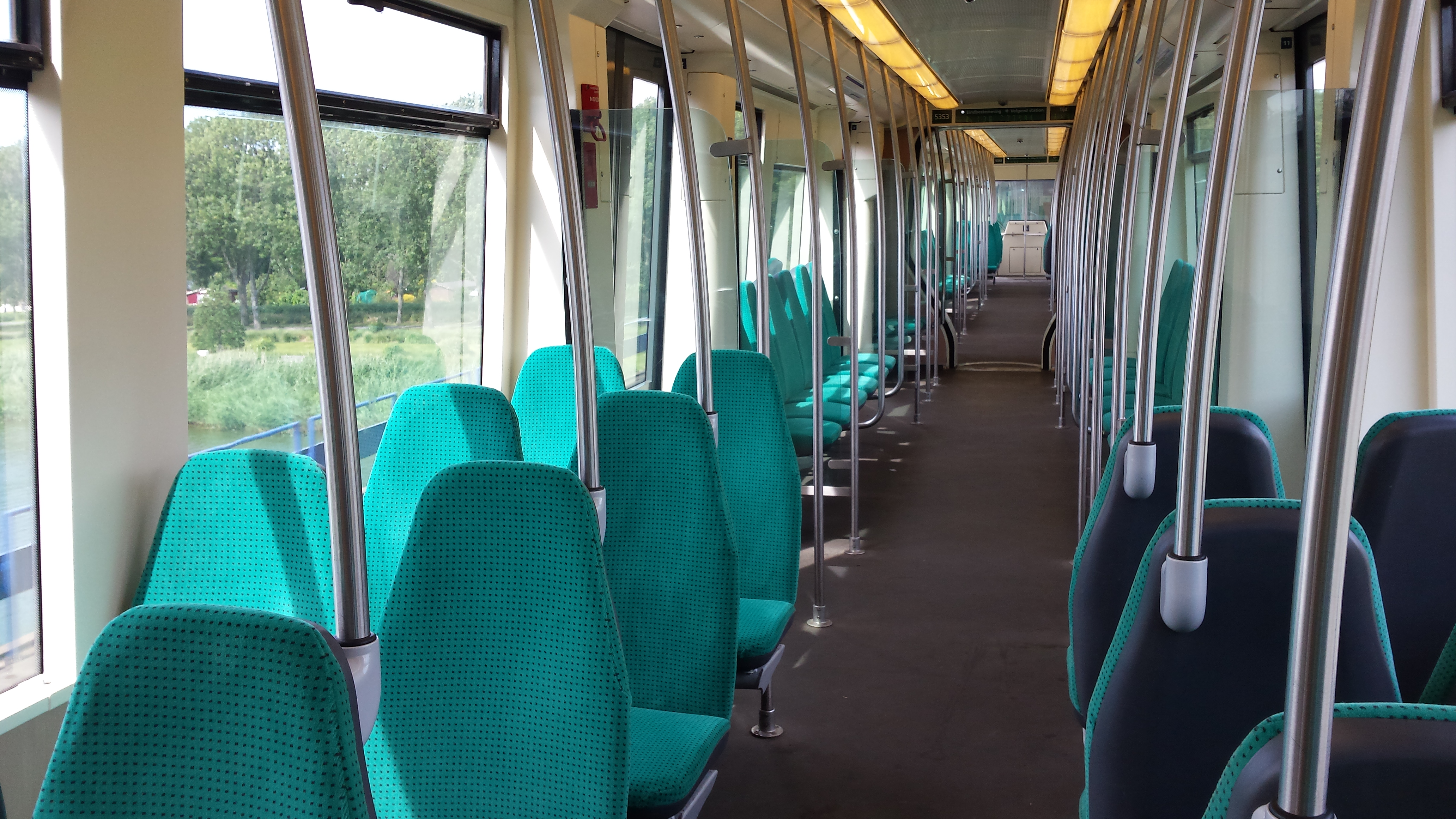
Interieur van rijtuigen 5343-5363.